# Embalse de la Novia
El embalse de la Novia o de la Vieja es un embalse jiennense que se encuentra situada en la zona noroeste de la cuenca hidrográfica del río Segura y que pertenece a la Confederación Hidrográfica del Segura. La presa se levantó en el año 1955 y el material de construcción es hormigón. Represa las aguas del río Zumeta y se trata de una presa de gravedad. La superficie total de agua embalsada asciende a 7 ha.